# 韦尔尼讷
韦尔尼讷（法語：Vernines，法語發音：[vɛʁnin]）是法国多姆山省的一个市镇，属于克莱蒙费朗区。

## 地理
韦尔尼讷（45°40'10"N, 2°52'41"E）面积17.72 平方千米，位于法国奥弗涅-罗讷-阿尔卑斯大区多姆山省，该省份为法国中南部省份，北起阿列省接壤，东临卢瓦尔省，南至上盧瓦爾省和康塔爾省，西接科雷兹省和克勒兹省。
与韦尔尼讷接壤的市镇（或旧市镇、城区）包括：欧里耶尔、奥尔西瓦勒、奥尔西瓦勒附近圣博内、索尔泽勒弗鲁瓦。

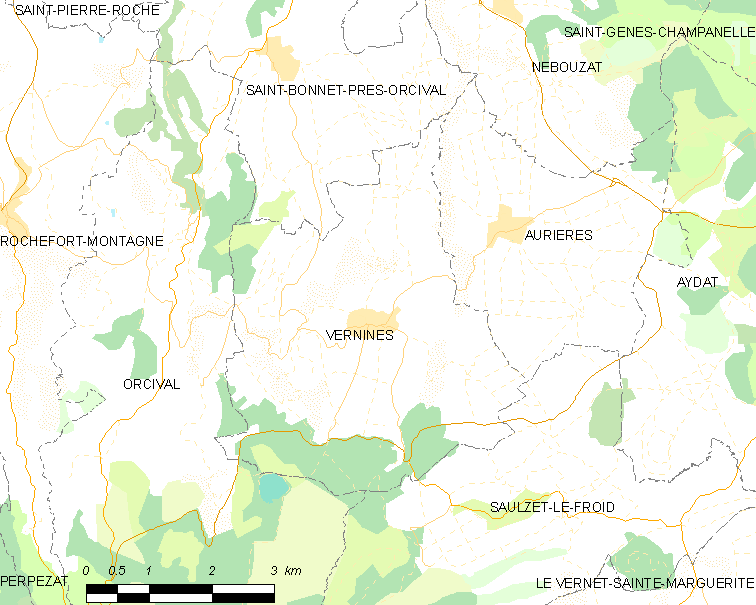
韦尔尼讷的OSM定位图

韦尔尼讷的时区为UTC+01:00、UTC+02:00（夏令时）。

## 行政
韦尔尼讷的邮政编码为63210，INSEE市镇编码为63451。

## 政治
韦尔尼讷所属的省级选区为奥尔西讷县。

## 人口

1962-2008年间韦尔尼讷人口变化图示

韦尔尼讷于2022年1月1日时的人口数量为427人。